# Mike Nichols
Michael Igor Peschkowsky, més conegut com a Mike Nichols, (Berlín, 6 de novembre de 1931 - Manhattan, Ciutat de Nova York, 19 de novembre de 2014) va ser un director de televisió, cinema i teatre, escriptor i productor estatunidenc. Es tracta d'una de les poques persones que ha guanyat tots els grans premis del món de l'entreteniment: Oscar, Tony, Emmy i Grammy.

## Biografia
Nichols va néixer a Berlín dins una família russo-jueva, la qual es va traslladar als Estats Units el 1939 per l'auge del nazisme. Nichols va esdevindre ciutadà estatunidenc el 1944. Mentre acudia a la Universitat de Chicago, va començar a treballar en el grup còmic Compass Players, un antecedent de The Second City. En ràdio, va formar part de la WFMT amb el programa The Midnight Special, al voltant de la música folk.

## Carrera
Nichols va formar un duet còmic amb Elaine May, tot apareixent a clubs nocturns, i en diversos mitjans com la ràdio i la televisió. També van tindre el seua propi xou a Broadway, dirigit per Arthur Penn i acompanyats pel pianista Marty Rubinstein. Les desavinences entre la parella van acabar amb la seua separació el 1961, tot i que després van treballar junts en altres projectes, com les pel·lícules The Birdcage i Primary Colors.
El 1963, Nichols té l'oportunitat de dirigir per a teatre Barefoot in the Park, de Neil Simon. Era la seua primera vegada en aquest càrrec, que el va apassionar. De fet, aquesta obra es va representar fins a 1.530 vegades, tot guanyant nombrosos guardons, entre ells el Tony per la millor direcció.
Poc després faria el salt al cinema amb Qui té por de Virginia Woolf? (1966) i El graduat (1967), dues fites del cinema de la dècada amb les que estaria nominat a l'Oscar i el guanyaria per la segona.
Nichols escrivia a The Huffington Post, i va fundar The New Actor's Workshop amb George Morrison i Paul Sills, un centre on ocasionalment el mateix Nichols imparteix.

## Premis
- Oscar: Millor director per El graduat (1967) (pel·lícula amb la qual també s'enduria el BAFTA i el Globus d'Or)
- Tony: Millor obra per The Real Thing (1984); millor musical per Annie (1977), millor director per Barefoot in the Park (1964), Luv: The Odd Couple (1965), Plaza Suite (1968), The Prisoner of Second Avenue (1972) i The Real Thing (1984); millor director de musical per Spamalot (2005)
- Emmy: Millor TV Movie per Wit (2001) i Angels in America (2004); millor director de TV Movie per Wit (2001) i Angels in America (2004)
- Grammy: Millor disc de comèdia per An Evening With Mike Nichols And Elaine May (1961)

## Obres

### Teatre
- Barefoot in the Park (1963)
- Luv (1964)
- L'estranya parella (The Odd Couple) (1965)
- The Apple Tree (1966)
- The Little Foxes (1967)
- Plaza Suite (1968)
- The Prisoner of Second Avenue (1971)
- L'oncle Vània (1973)
- Streamers (1976)
- Comedians (1976)
- The Real Thing (1984)
- Hurlyburly (1984)
- Whoopi Goldberg (1984)
- Social Security (1986)
- Death and the Maiden (1992)
- Spamalot (2005)
- Country Girl (2008)

### Cinema
- 1966: Qui té por de Virginia Woolf?
- 1967: El graduat
- 1970: Catch-22
- 1971: Carnal Knowledge
- 1975: Dos estafadors i una herència
- 1983: Silkwood
- 1986: Heartburn
- 1988: Biloxi Blues
- 1988: Working Girl
- 1990: Postals des de Hollywood (Postcards from the edge)
- 1991: A propòsit de Henry (Regarding Henry)
- 1994: Llop (Wolf)
- 1995: The Birdcage
- 1998: Primary Colors
- 2001: Wit
- 2000: What Planet Are You From?
- 2003: Angels in America
- 2004: Closer
- 2007: Charlie Wilson's War